# Limbo (film 1999)
Limbo è un film del 1999 diretto da John Sayles.